# Veríssimo
Veríssimo là một đô thị thuộc bang Minas Gerais, Brasil. Đô thị này có diện tích 1028,577 km², dân số năm 2007 là 3667 người, mật độ 2,7 người/km².